# Silas Weir Mitchell (attore)
Silas Weir Mitchell (Filadelfia, 30 settembre 1969) è un attore statunitense.

## Biografia

### Carriera
Inizia la sua carriera d'attore nel 1996, nella maggior parte delle occasioni gli vengono dati ruoli di personaggi disturbati o dal carattere instabile. Partecipa a svariati film e serie televisive.
Le interpretazioni che l'hanno maggiormente reso riconoscibile al pubblico sono quelle nelle serie televisive 24, in cui interpreta Eli Stram e My Name Is Earl, in cui interpreta il ruolo dell'amico di Earl Donny Jones, ma soprattutto Prison Break, dove interpreta il detenuto Charles "Haywire" Patoshik. Ha partecipato a un numero elevato di serie televisive, la maggior parte delle volte per un unico episodio.
Nel 2011 entra a far parte del cast principale della serie televisiva Grimm nel ruolo di Eddie Monroe. La serie termina nel 2017 dopo la produzione di sei stagioni, alle quali l'attore partecipa recitando in tutti i 123 episodi prodotti.
Oltre alla sua carriera nel piccolo schermo ha recitato anche in molti film tra cui Fino all'inferno e FBI: Protezione testimoni 2. Nel 2002 è stato sia attore che produttore del film Ant.

### Vita privata
Ha ereditato il nome dell'antenato Silas Weir Mitchell, medico e scrittore statunitense vissuto tra fine '800 e inizio '900. È sposato con l'attrice K. K. Dodds. Ha un dobermann blu chiamato Attico e due gatti.

## Filmografia

### Cinema
- Five Spot Jewel, regia di John O'Hagan (1992)
- Playing Dangerous 2, regia di Lawrence Lanoff (1996)
- Private Parts, regia di Betty Thomas (1997)
- In viaggio verso il mare (Julian Po), regia di Alan Wade (1997)
- The Patriot, regia di Dean Semler (1998)
- Fino all'inferno (Inferno), regia di John G. Avildsen (1999)
- Bingo, regia di E.D. Maytum - cortometraggio (1999)
- Crisi d'identità (Other Voices), regia di Dan McCormack (2000)
- Rat Race, regia di Jerry Zucker (2001)
- Ezekiel, regia di Sarah Hamady e Devorah Herbert - cortometraggio (2001)
- Ant, regia di Michael Faella - cortometraggio (2002)
- Ethan and Alan, regia di C.M. Talkington - cortometraggio (2002)
- FBI: Protezione testimoni 2 (The Whole Ten Yards), regia di Howard Deutch (2004)
- Heart of the Beholder, regia di Ken Tipton (2005)
- Flags of Our Fathers, regia di Clint Eastwood (2006)
- The Phobic, regia di Margo Romero (2006)
- Lesser of Three Evils, regia di Wayne Kennedy (2007)
- The Gray Man, regia di Scott L. Flynn (2007)
- Crazy, regia di Rick Bieber (2008)
- La febbre della prateria (Prairie Fever), regia di Stephen Bridgewater (2008)
- Waiting for Jevetta, regia di Judith Benezra e Scott Michael Campbell - cortometraggio (2009)
- Halloween II, regia di Rob Zombie (2009)
- Otis E., regia di Jeff Daniel Phillips (2009)
- A Fork in the Road, regia di Jim Kouf (2010)
- Circle, regia di Michael W. Watkins (2010)
- Sami's Cock, regia di George Larkin - cortometraggio (2010)
- The Killed, regia di George Larkin - cortometraggio (2010)
- Heaven's Rain, regia di Paul Brown (2011)
- Ticket Out, regia di Doug Lodato (2012)
- Ivanov Red, White, and Blue, regia di Timothy Hutton - cortometraggio (2013)
- The Amendment, regia di Paul Brown (2018)
- Errol Flynn, regia di Lucius Baybak - cortometraggio (2020)
- Play Me Like That, regia di Julianna Robinson - cortometraggio (2022)
- Life of Riley, regia di Lisa Datz - cortometraggio (2023)
- Presunta innocente (Detained), regia di Felipe Mucci (2024)

### Televisione
- Due poliziotti a Palm Beach (Silk Stalkings) – serie TV, episodio 5x02 (1995)
- Marshal (The Marshal) – serie TV, episodio 2x02 (1995)
- The Big Easy – serie TV, episodio 3x13 (1996)
- I racconti di Quicksilver (Quicksilver Highway), regia di Mick Garris – film TV (1997)
- Caroline in the City – serie TV, episodio 2x20 (1997)
- Dark Skies - Oscure presenze (Dark Skies) – serie TV, episodio 1x18 (1997)
- E.R. - Medici in prima linea (ER) – serie TV, episodi 4x01-5x06 (1997-1998)
- NYPD - New York Police Department – serie TV, episodio 5x10-7x08 (1997, 2000)
- C-16: FBI – serie TV, episodio 1x08 (1998)
- Mr. Chapel – serie TV, episodio 1x08 (1998)
- X-Files – serie TV, episodio 6x13 (1999)
- Jarod il camaleonte (The Pretender) – serie TV, episodio 4x04 (1999)
- The Practice - Professione avvocati (The Practice) – serie TV, episodi 4x12-4x13 (2000)
- Nash Bridges  – serie TV, episodi 5x21-5x22 (2000)
- The Agency – serie TV, episodio 1x13 (2002)
- Birds of Prey – serie TV, episodio 1x02 (2002)
- Push, Nevada – serie TV, episodi 1x02-1x03 (2002)
- 24 – serie TV, 5 episodi (2002)
- Boomtown – serie TV, episodio 1x10 (2002)
- A Painted House, regia di Alfonso Arau – film TV (2003)
- Six Feet Under – serie TV, episodio 3x05 (2003)
- Cold Case - Delitti irrisolti (Cold Case) – serie TV, episodi 1x09-2x20 (2003-2005)
- CSI: Miami – serie TV, episodio 2x15 (2004)
- Crossing Jordan – serie TV, episodio 3x10 (2004)
- Detective, regia di David S. Cass Sr. – film TV (2005)
- Medium – serie TV, episodio 1x03 (2005)
- JAG - Avvocati in divisa (JAG) – serie TV, episodio 10x19 (2005)
- CSI: NY – serie TV, episodio 1x19 (2005)
- Squadra Med - Il coraggio delle donne (Strong Medicine) – serie TV, episodio 6x07 (2005)
- CSI - Scena del crimine (CSI: Creme Scene Investigation) – serie TV, episodio 6x02 (2005)
- Prison Break – serie TV, 13 episodi (2005-2007)
- My Name is Earl – serie TV, 6 episodi (2005-2008)
- Detective Monk (Monk) – serie TV, episodio 5x02 (2006)
- Senza traccia (Without a Trace) – serie TV, episodio 5x10 (2006)
- Dexter – serie TV, episodio 2x06 (2007)
- The Closer – serie TV, episodio 4x09 (2008)
- The Shield – serie TV, episodio 7x08 (2008)
- Burn Notice - Duro a morire (Burn Notice) – serie TV, episodi 2x07-2x12 (2008-2009)
- Law & Order - Unità vittime speciali (Law & Order - Special Victims Unit) – serie TV, episodio 10x21 (2009)
- Mental – serie TV, episodio 1x01 (2009)
- Numb3rs – serie TV, episodio 6x06 (2010)
- La strana coppia (The Good Guys) – serie TV, episodio 1x12 (2010)
- The Mentalist – serie TV, episodio 3x12 (2011)
- Grimm – serie TV, 123 episodi (2011-2017)
- Grimm: Bad Hair Day – serie TV, 4 episodi (2013)
- Portlandia – serie TV, episodio 4x13 (2014)
- Paradise Lost – serie TV, 7 episodi (2020)
- S.W.A.T. – serie TV, episodio 4x10 (2021)
- Criminal Minds - Evolution – serie TV, episodi 1x04-1x05 (2022-2023)

## Doppiatori italiani
Nelle versioni in italiano delle opere in cui ha recitato, Silas Weir Mitchell è stato doppiato da:
- Luigi Ferraro in 24, CSI: Miami, Law & Order - Unità vittime speciali (ep. 10x21)
- Massimo Bitossi ne La guerra di Johnson County, Mental
- Christian Iansante in Prison Break, Burn Notice - Duro a morire
- Gianluca Machelli in CSI: NY, CSI - Scena del crimine
- Fabrizio Vidale in My Name is Earl, Grimm
- Massimo De Ambrosis in The Patriot
- Maurizio Romano in Fino all'inferno
- Davide Marzi in X-Files
- Maurizio Reti in Rat Race
- Oreste Baldini in Cold Case - Delitti irrisolti
- Alberto Caneva in Detective Monk
- Luigi Scribani in Dexter
- Giorgio Borghetti in The Closer
- Fabrizio Manfredi in The Shield
- Federico Di Pofi in Halloween II
- Massimiliano Virgilii in The Mentalist
- Alessandro Budroni in S.W.A.T.
- Giuliano Bonetto in Criminal Minds: Evolution
- Alberto Bognanni in Law & Order - Unità vittime speciali (ep. 26x08)